# Shérif
Pour les articles homonymes, voir Sheriff (homonymie).
 (février 2017).
Si vous disposez d'ouvrages ou d'articles de référence ou si vous connaissez des sites web de qualité traitant du thème abordé ici, merci de compléter l'article en donnant les références utiles à sa vérifiabilité et en les liant à la section « Notes et références ».

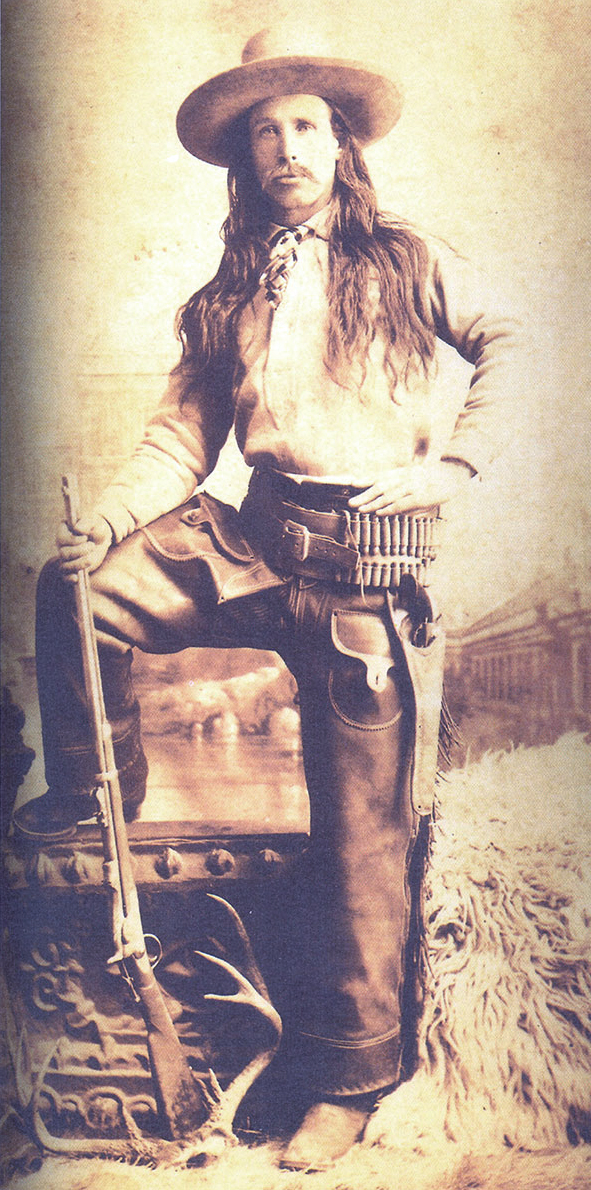
Perry Owens, shérif d'un comté dans l’Arizona.

Un shérif (en anglais : sheriff) est le détenteur d'une fonction publique, concernant notamment la police, dans certains pays anglo-saxons ou d'anciennes colonies britanniques (Royaume-Uni, États-Unis, Canada, Australie, Irlande et Inde).

## Royaume-Uni
La fonction de shérif vient de l’Angleterre prénormande.
Le terme est le résultat de la contraction de l'anglo-saxons shire reeve, signifiant : 
- pour shire, une circonscription administrative similaire au comté ;
- pour reeve, un officier, agent d'un seigneur féodal (très proche du bailli français) qui faisait appliquer l’ordre parmi les serfs du domaine.

Le shérif avait donc un grade supérieur au reeve, correspondant littéralement à celui d'un « bailli du comté ».
Après la conquête de l'Angleterre par Guillaume le Conquérant, la fonction perdure dans le cadre de la vicomté.
L’appellation « shérif » est ensuite conservée pour désigner la personne chargée de remplir cet office, tandis que le titre de vicomte devient un titre héréditaire de la pairie anglaise.

## Canada
Fonctionnaire de justice chargé, au civil, des saisies et des ventes forcées en matière immobilière et, au pénal, de la constitution des jurys et de leur surveillance pendant le procès. Au Québec, il est « responsable à tous égards et de la même manière que tout huissier, gardien ou receveur de consignations aurait pu l'être, en vertu des lois du Canada avant l'année 1759 ». Il est notamment responsable des actes des huissiers qu'il nomme. Au niveau fédéral, la « loi sur la faillite et l'insolvabilité » traduit le mot sheriff par huissier-exécutant.

## États-Unis

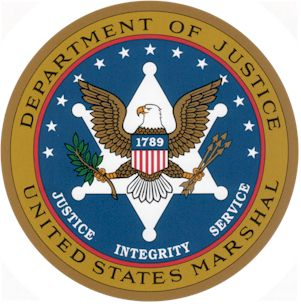
Sceau de l’United States Marshals Service.

Aux États-Unis, un shérif est un fonctionnaire élu, responsable de la justice au niveau d'un comté. Chaque État se divise en comtés (sauf l'Alaska et la Louisiane), lesquels comprennent un certain nombre de municipalités. Le shérif est en quelque sorte un ministre de l'ordre public sur son territoire. Il est responsable des prisons du comté, des tribunaux civils et des mesures à prendre pour faire appliquer les lois et règlements. Le bureau du shérif est également chargé d'assurer le service policier et pénal dans les zones non-incorporées ainsi que de fournir des services de police municipale à contrat aux municipalités qui ne possèdent pas de police. Pour ce faire, il nomme des deputies (suppléants ou substituts) qui exercent la fonction de policier. Le shérif est élu tous les deux ou quatre ans. En 2007, on compte 3 084 shérifs dont 40 femmes.
À l'époque de l'Ouest américain, une fonction similaire était celle de marshal (ou town marshal). Ces derniers étaient nommés ou élus selon les cas pour assurer les fonctions de police dans les petites villes, avec un rôle comparable à celui du shérif. Les marshals fédéraux quant à eux intervenaient sur des secteurs plus étendus dans les territoires pionniers. Le terme est toujours d'usage principalement dans les États du Sud.
Sur les 50 États de l'Union, 48 ont des shérifs. Les deux exceptions sont l'Alaska qui n'a pas de comtés et le Connecticut, qui a remplacé son système de shérif de comté par des marshals judiciaire et d'État en 2000. Washington, D.C. et les cinq territoires habités en permanence (Porto Rico, Samoa américaines, Guam, îles Mariannes du Nord, îles Vierges des États-Unis) n'ont pas non plus de gouvernement de comté.

## Personnages historiques
Quelques shérifs ayant réellement existé :
- Jean de Bailleul (Angleterre) ;
- Peter Cowan (Canada) ;
- Jean-Cléophas Blouin (Canada) ;
- Grover Cleveland, le seul shérif à avoir été élu président des États-Unis ;
- Pat Garrett, shérif du comté de Lincoln, au Nouveau-Mexique, qui a abattu Billy le Kid ;
- Bat Masterson (États-Unis).

## Le shérif dans la littérature et les arts

### Une figure du Far West
Personnage emblématique du Far West au même titre que le cow-boy, le shérif est un personnage récurrent des westerns et des œuvres liées au Far West (bandes-dessinées comme Lucky Luke, Blueberry, etc. ; livres)
Garant du maintien de l'ordre public, le shérif est facilement reconnaissable à son insigne, l'étoile de shérif. Le bureau de shérif est l'endroit où sont affichés les avis de recherche (Wanted « Recherché », souvent accompagnés de la mention Dead or alive, « Mort ou vif ») et où les sommes promises sont payées au chasseurs de primes.

### Quelques exemples de shérifs de fiction
- Dans les aventures du héros anglais Robin des Bois, son adversaire le plus direct est le shérif de Nottingham, maître du comté de Nottingham. C'est un cas rare de shérif anglais.
- Le shérif Will Kane (Gary Cooper) est le personnage principal du film de Fred Zinnemann Le train sifflera trois fois (1952)
- Le shérif J. W. Pepper apparaît dans deux films de James Bond : Vivre et laisser mourir et L'Homme au pistolet d'or.
- Noah Stilinski, shérif du comté de Bacon Hills, est un personnage de soutien[pas clair] de la série Teen Wolf
- Le shérif Tom Keller apparait dans la série Riverdale
- Longmire (série télévisée)
- Banshee (série télévisée)
- Eureka (série télévisée)

### Titres d'œuvres comportant le mot «shérif»
Il s'agit du titre français ; le titre original ne comporte pas nécessairement le mot « shérif ».
- Shérif, fais-moi peur, série télévisée de  Gy Waldron (en) (1979-1985)
- Un drôle de shérif, série télévisée de David Kelley (1992-1996)
- Kris le shérif, revue de bande dessinée (1960-1967)
- Un shérif à New York, film de Don Siegel (1966)
- Cent Dollars pour un shérif, film de Henry Hathaway (1969)
- Le shérif est en prison, film de Mel Brooks (1974)
- Cours après moi shérif, film de Hal Needham (1977)
- Le Shérif et les Extra-terrestres, film italien de Michele Lupo (1979)

## Galerie

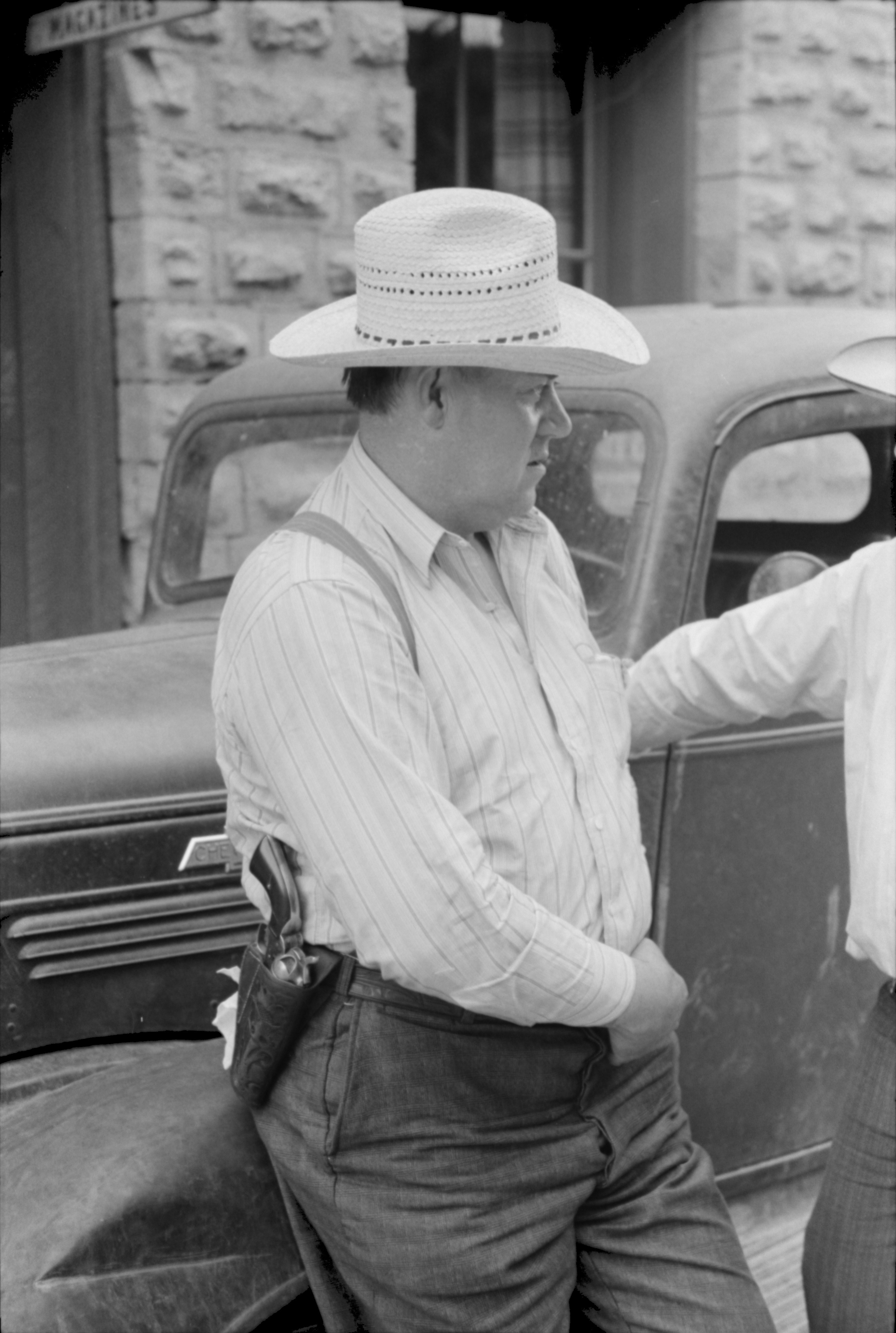
Shérif adjoint Mogollon au Nouveau-Mexique.
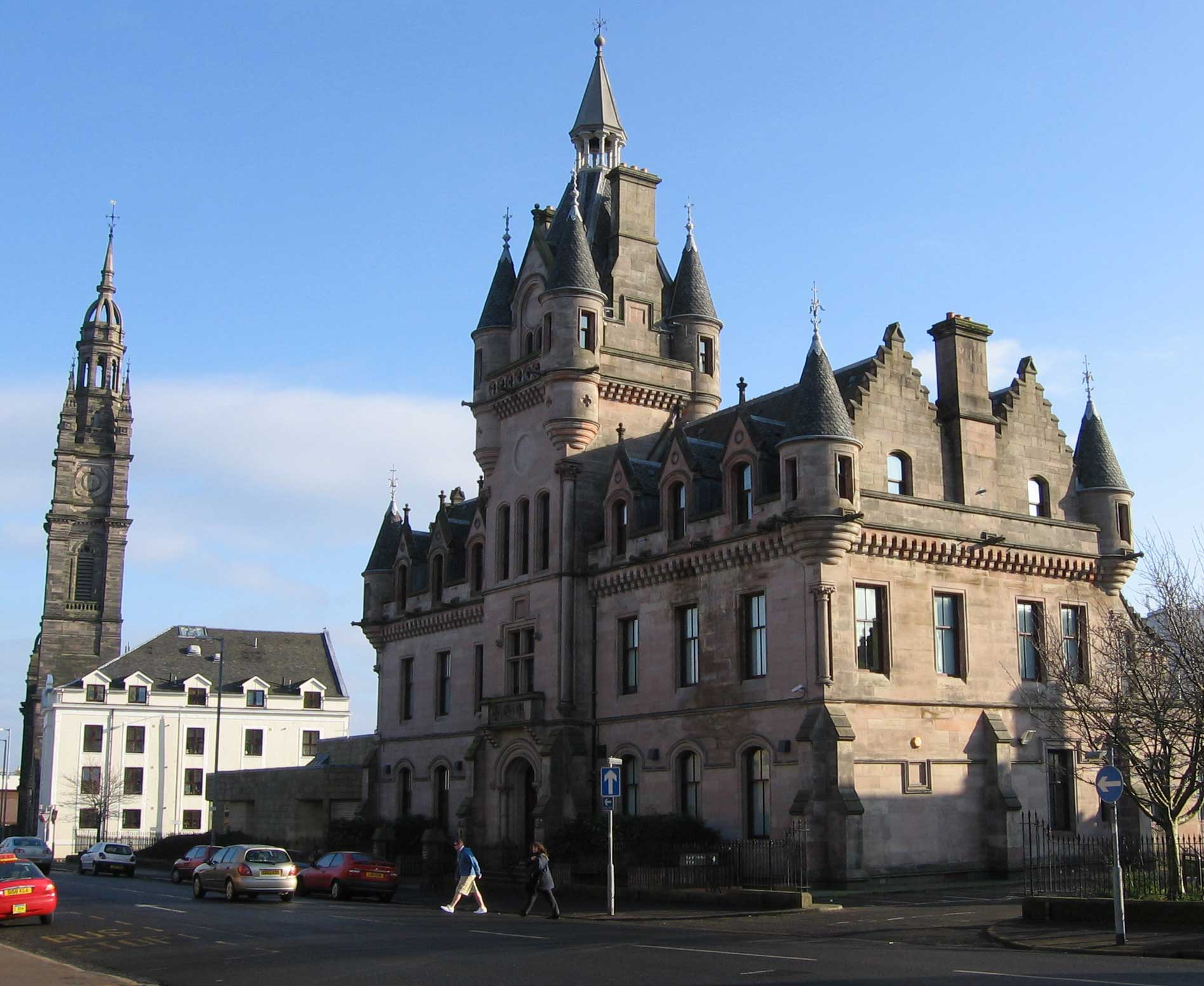
Sheriff Court de Greenock en Écosse.
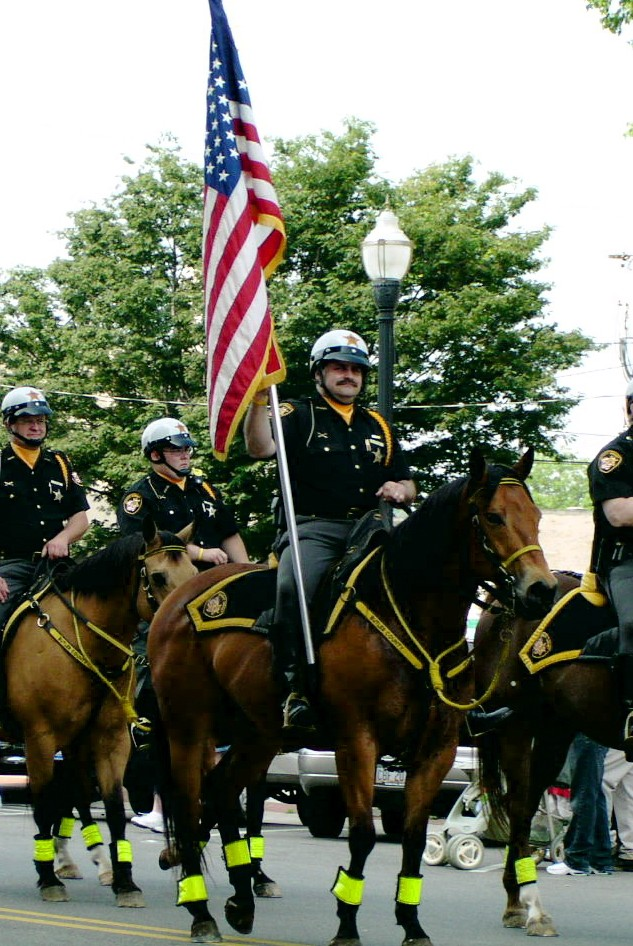
Shérif adjoint lors d'un défilé dans l'Ohio.
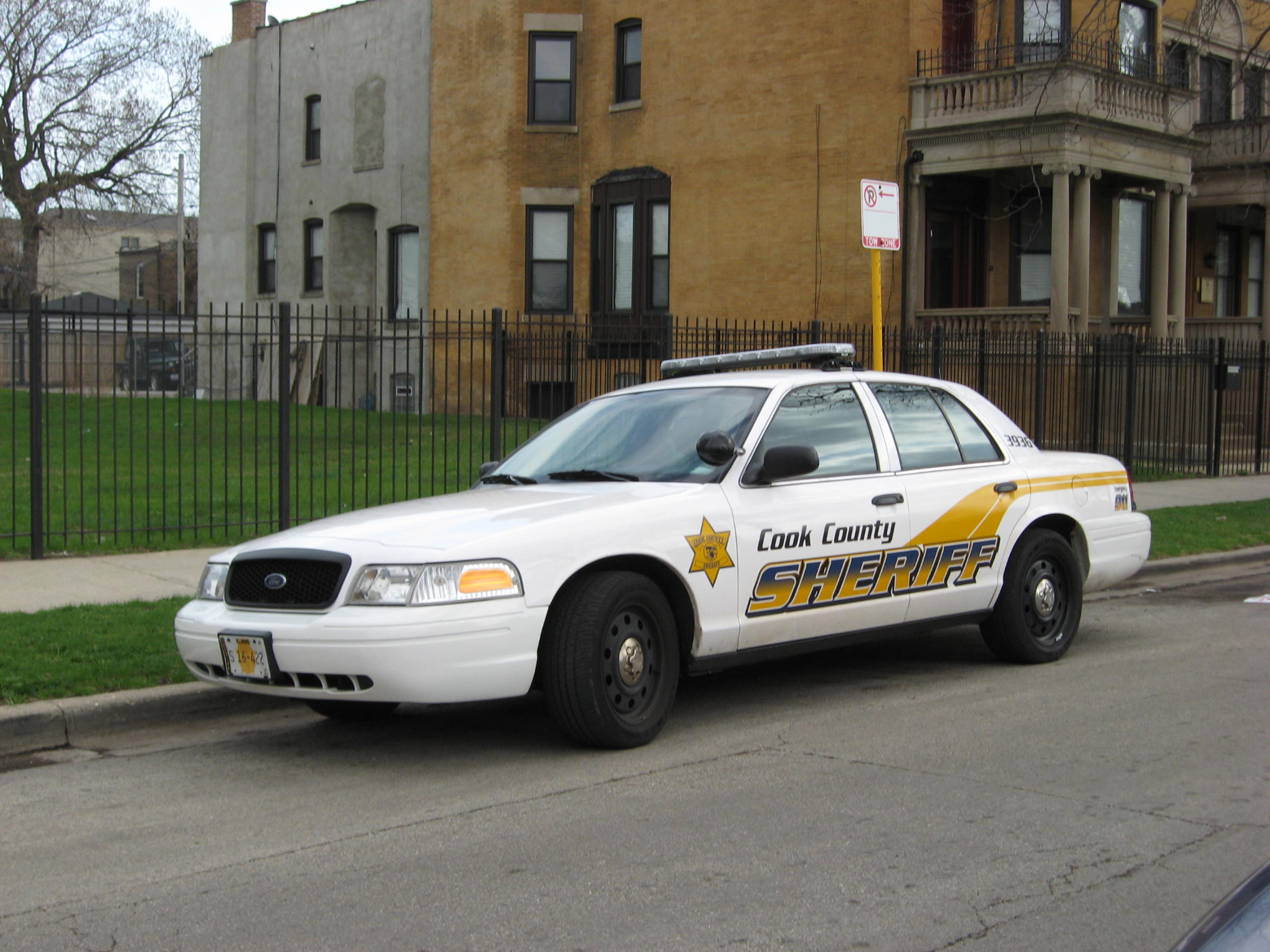
Voiture de shérif du comté de Cook dans l'Illinois, etc.
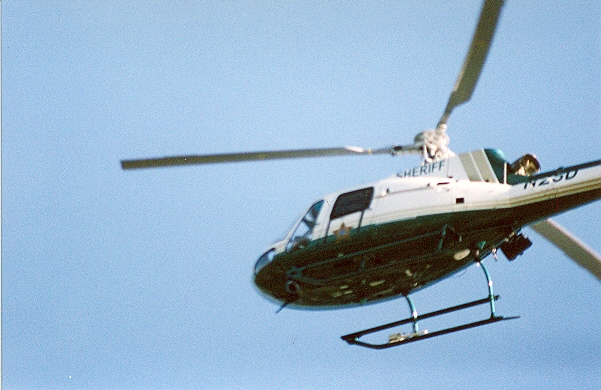
Hélicoptère de shérif du comté de Pinellas en Floride.
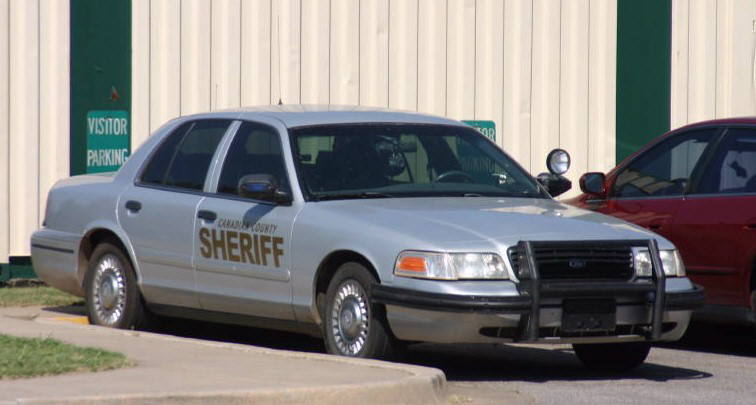
Voiture de shérif du comté de Canadian dans l'Oklahoma.
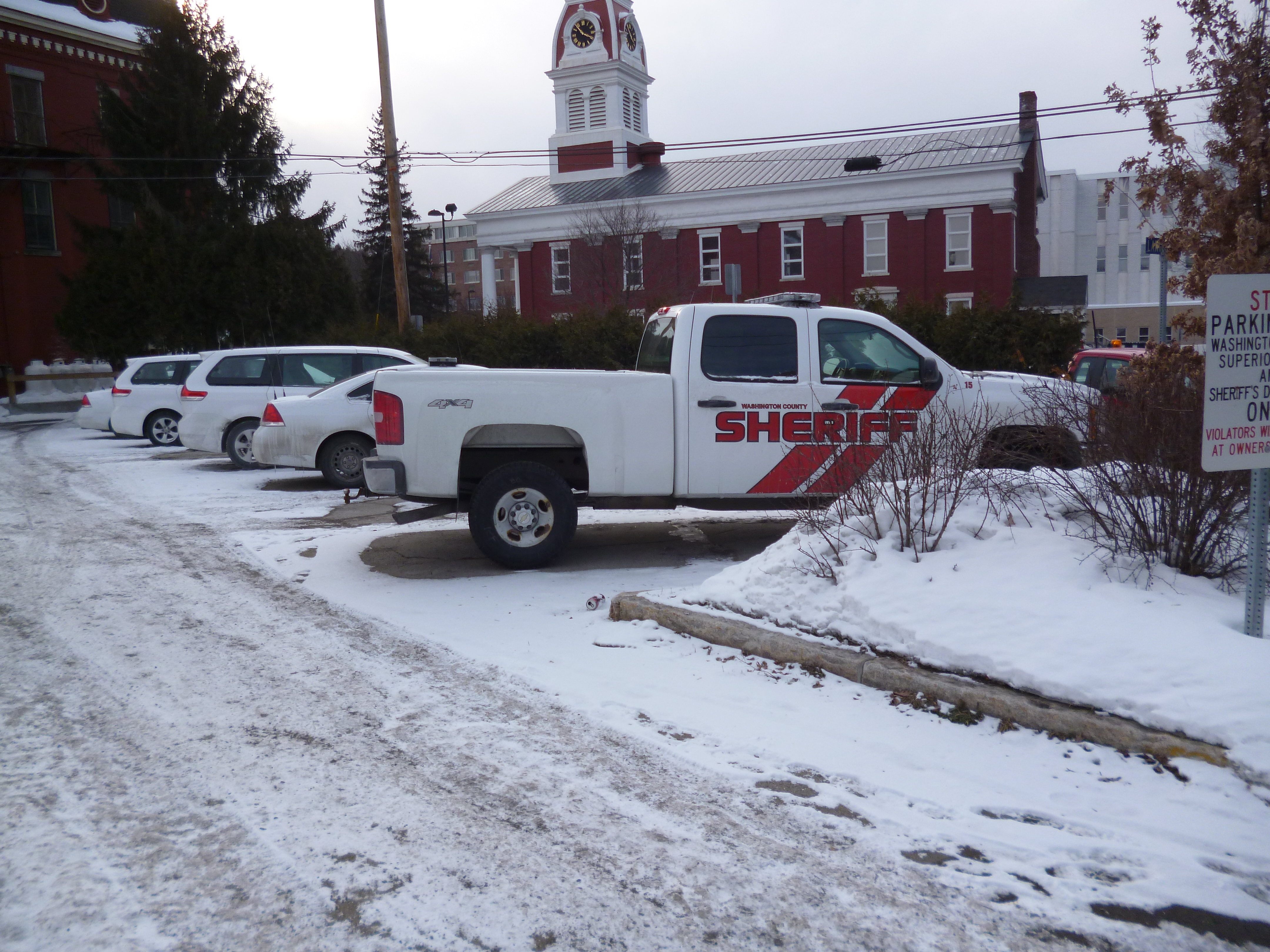
Voiture de shérif du comté de Washington dans le Vermont.